# Пересувна бібліотека

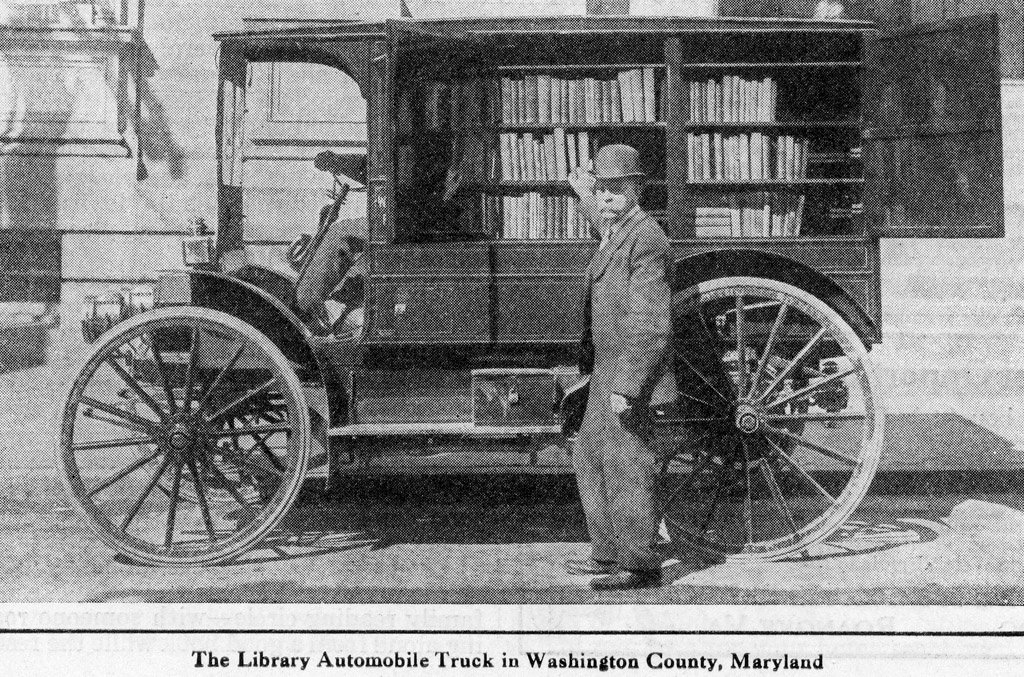
Пересувна бібліотека у штаті Меріленд, фото 1916 року.

Пересувна бібліотека — система постачання друкованих видань читачам різними пересувними засобами (візками з тваринами, автомобільними транспортними засобами тощо).

## Історія
До кінця 19 ст. бібліотеки як стаціонарні заклади  дійшли до певного кордона власного розвитку. Система пропаганди знань вимагала нових форм і такою формою і стала пересувна бібліотека. 
Так, стаціонарна бібліотека на початковому етапі була частиною американської мрії, коли вважалось, що люди мають рівні можливості для розвитку в гонитві за добробутом і власним збагаченням. Сполучені Штати пережили бум створення стаціонарних бібліотек і побудови для них окремих споруд в історичних стилях.
В Сполучених Штатах перша пересувна бібліотека зафіксована у чи то 1904-у, чи то у 1905-у році у штаті Меріленд. її організувала пані Мері Тіткомб  (1857-1932), заклопотана тим, що книги не доходили до мешканців сел. Вона сприяла появі невеличких бібліотек у 50 примірників, облаштованих у малих магазинах та віддалених поштових відділеннях. Власні варіанти пересувних бібліотек функціонували у штатах  Нью - Джерсі, Кентуккі тощо. 
У 1960-і роки існувала пересувна бібліотека для підлітків і юнацтва у кварталах Нью-Йорка, де мешкали вихідці з Африки. Розквіт діяльності пересувних бібліотек припав на середину 20 століття.

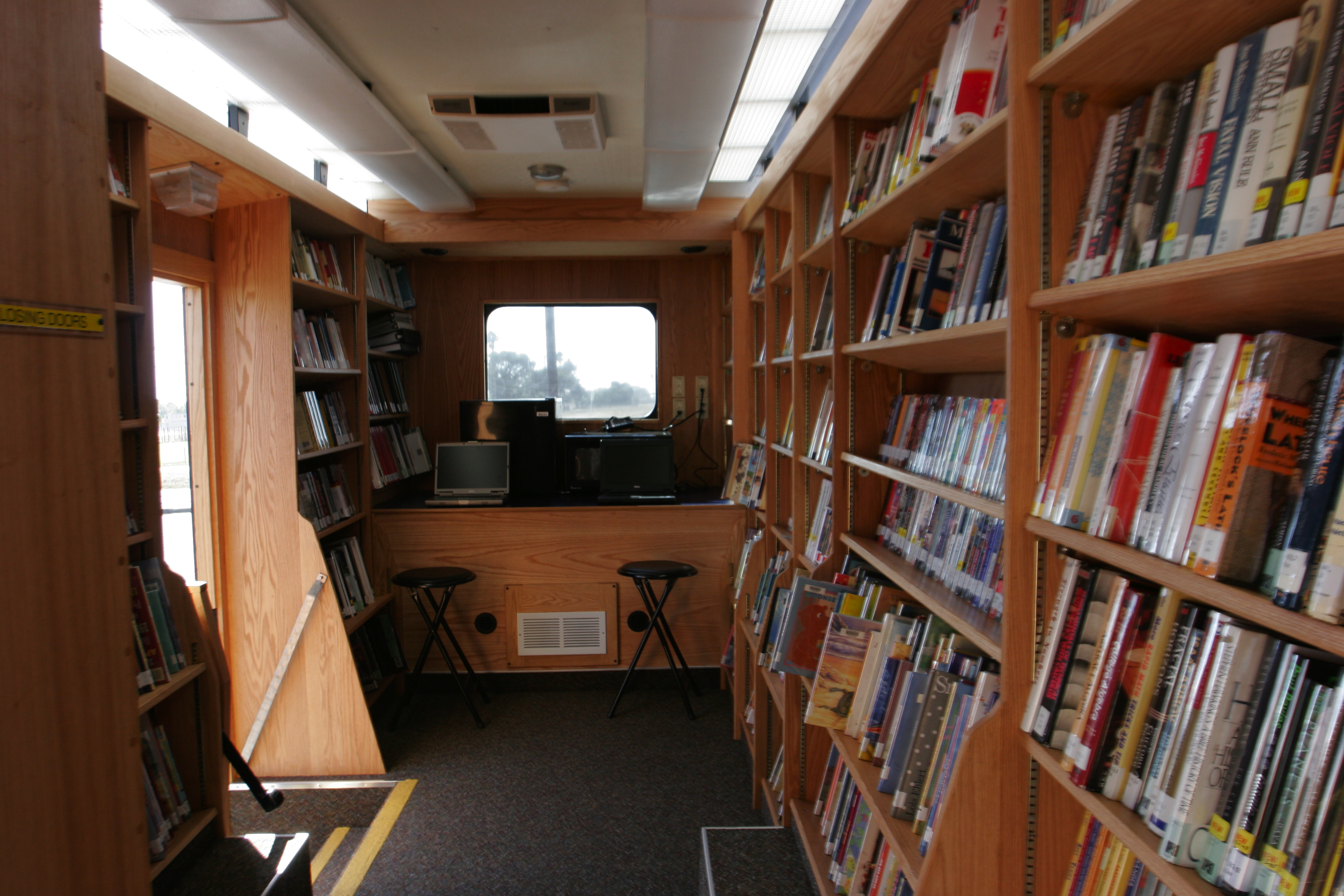
Обладнання і облаштування пересувної бібліотеки, фото 2008 року.

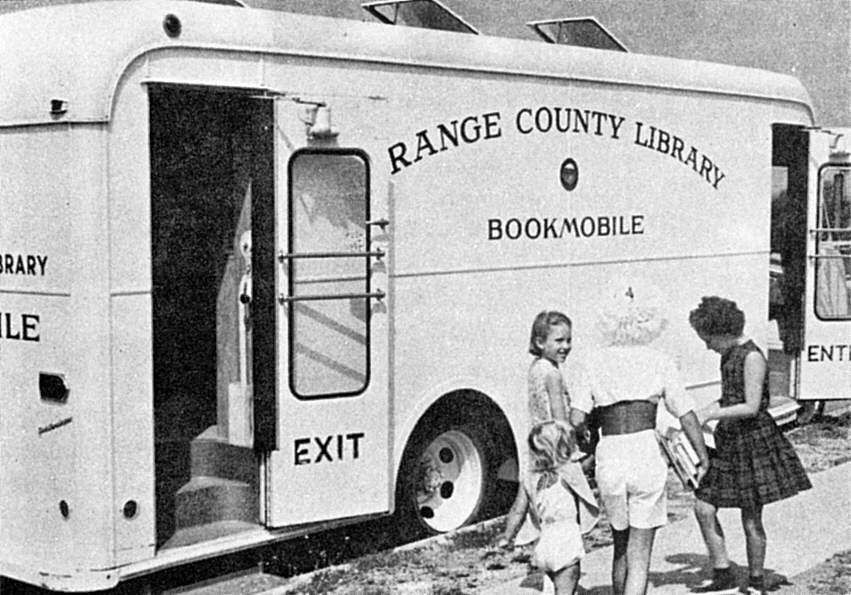
Фургон пересувної бібліотеки, фото 1965 року.
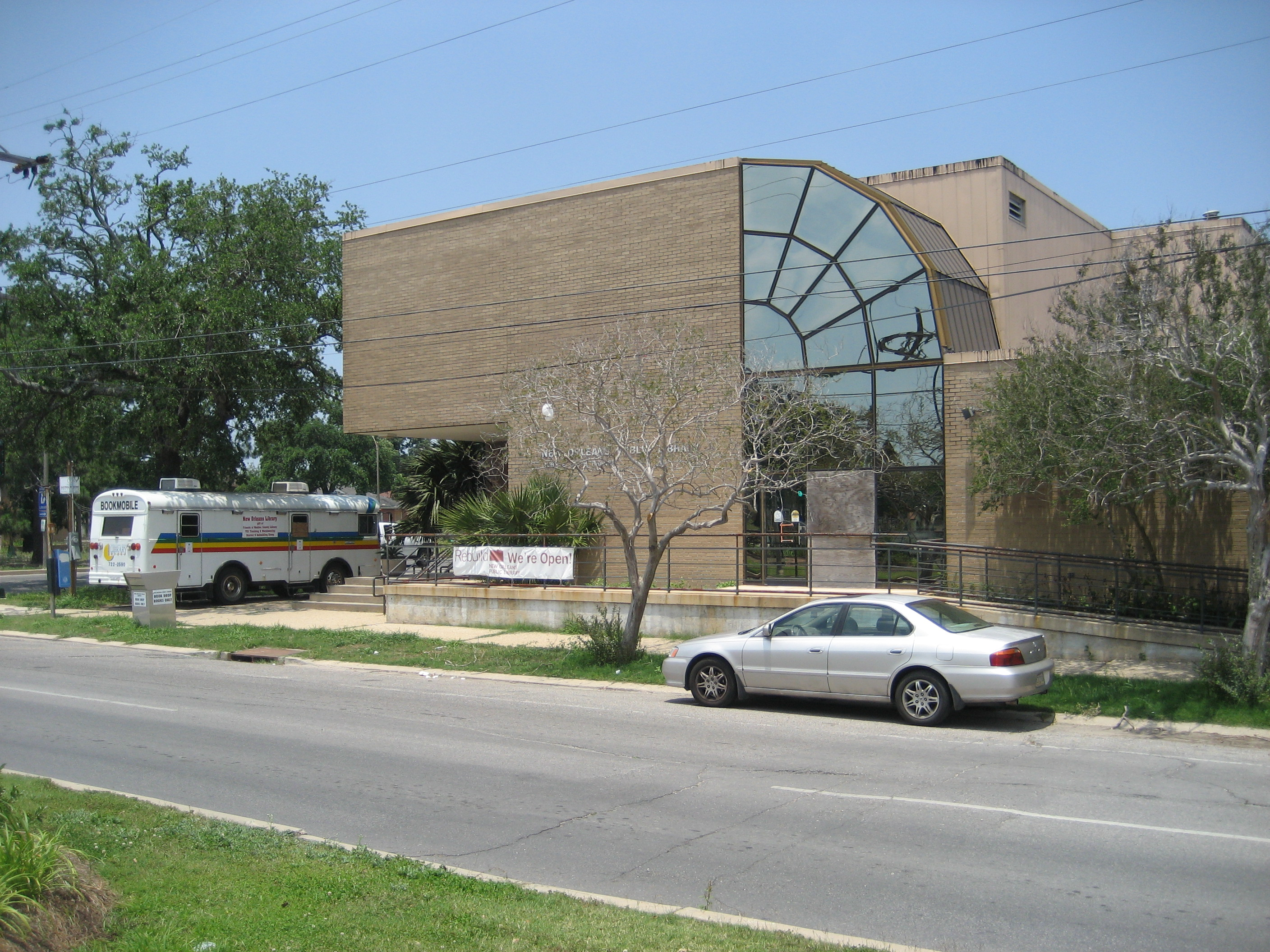
Фургон пересувної бібліотеки перед стаціонарною спорудою бібліотеки у місті Новий Орлеан, США
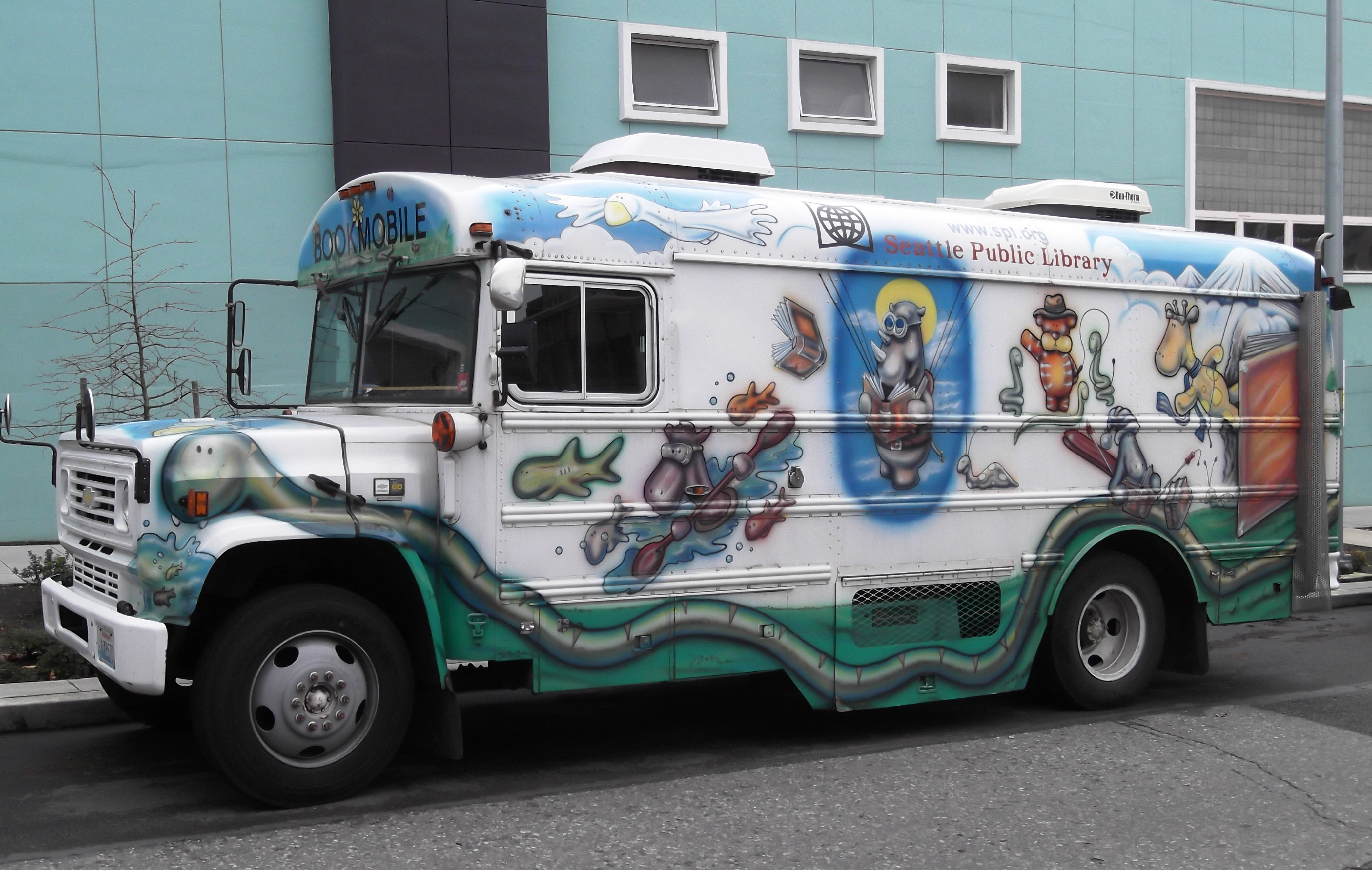
Зазивний декор фургона пересувної бібліотеки, неподвалік міста Сієтл, США, фото 2012 року
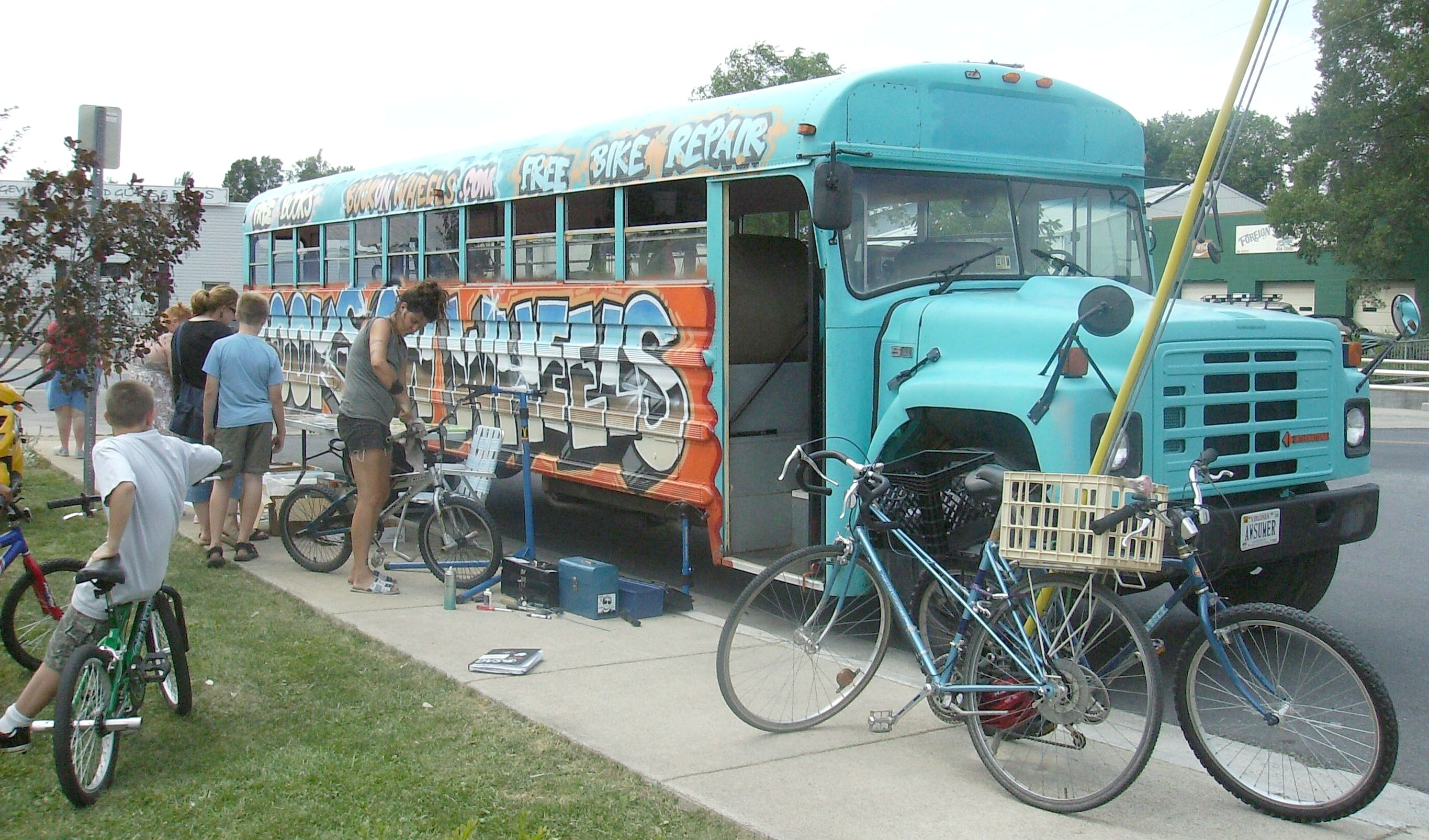
Пересувна бібліотека в Уельсі, фото 2008 року

Пересувні бібліотеки не є фактом життя тільки англомовних крїн на кшталт Австралії чи Сполучених Штатів. Вони функціонували у Чехії, Польщі, Фінляндії, Швеції тощо.
Наприкінці 20 століття пересувні бібліотеки працювали в країнах Африки, в мусульманському регіоні, в країнах Азії.
Пришвидшення історичного розвитку і аналіз явищ суспільного життя виявив невисоку ефективність пересувних бібліотек через обмежене коло видань та бібліотечних послуг. Декотрі проблеми і вади пересувних бібліотек зменшили комп'ютеризація, інтернет тощо. Персональні комп'ютери були і залишаються мрією для бідних верств населення та дітей, а діяльність пересувних бібліотек цю проблему не вирішує, як не вирішують проблему бідності ні благодійність, ні політичні кампанії.

## Галерея фото

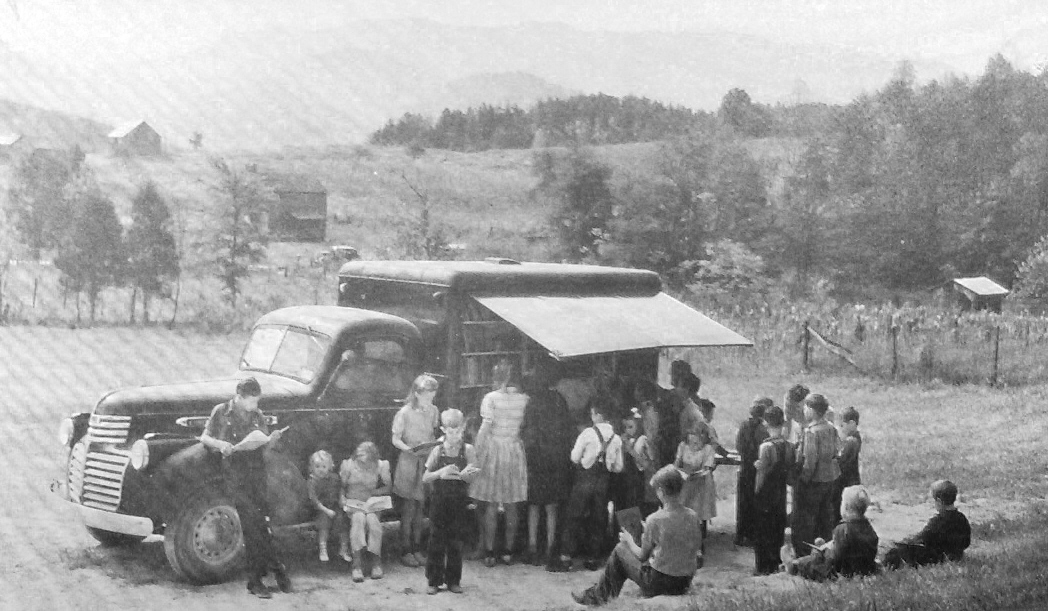
Мандрівна або пересувна бібліотека у штаті Теннесі, США, фото 1943 року.

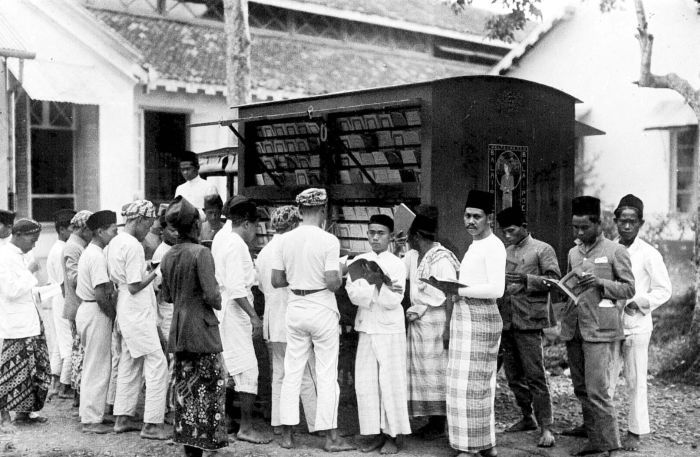
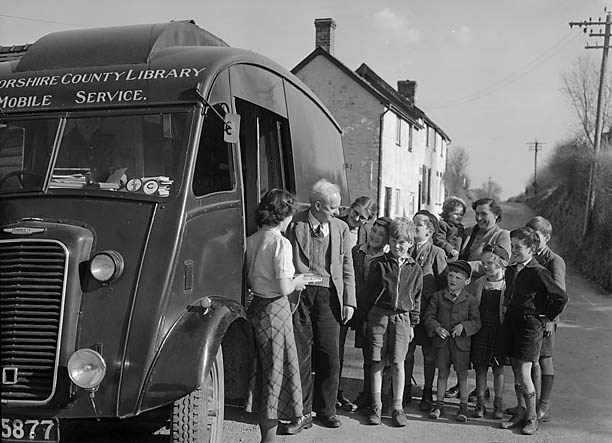
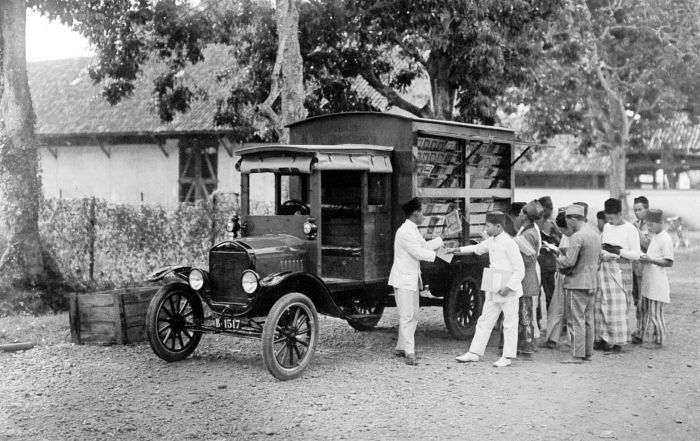
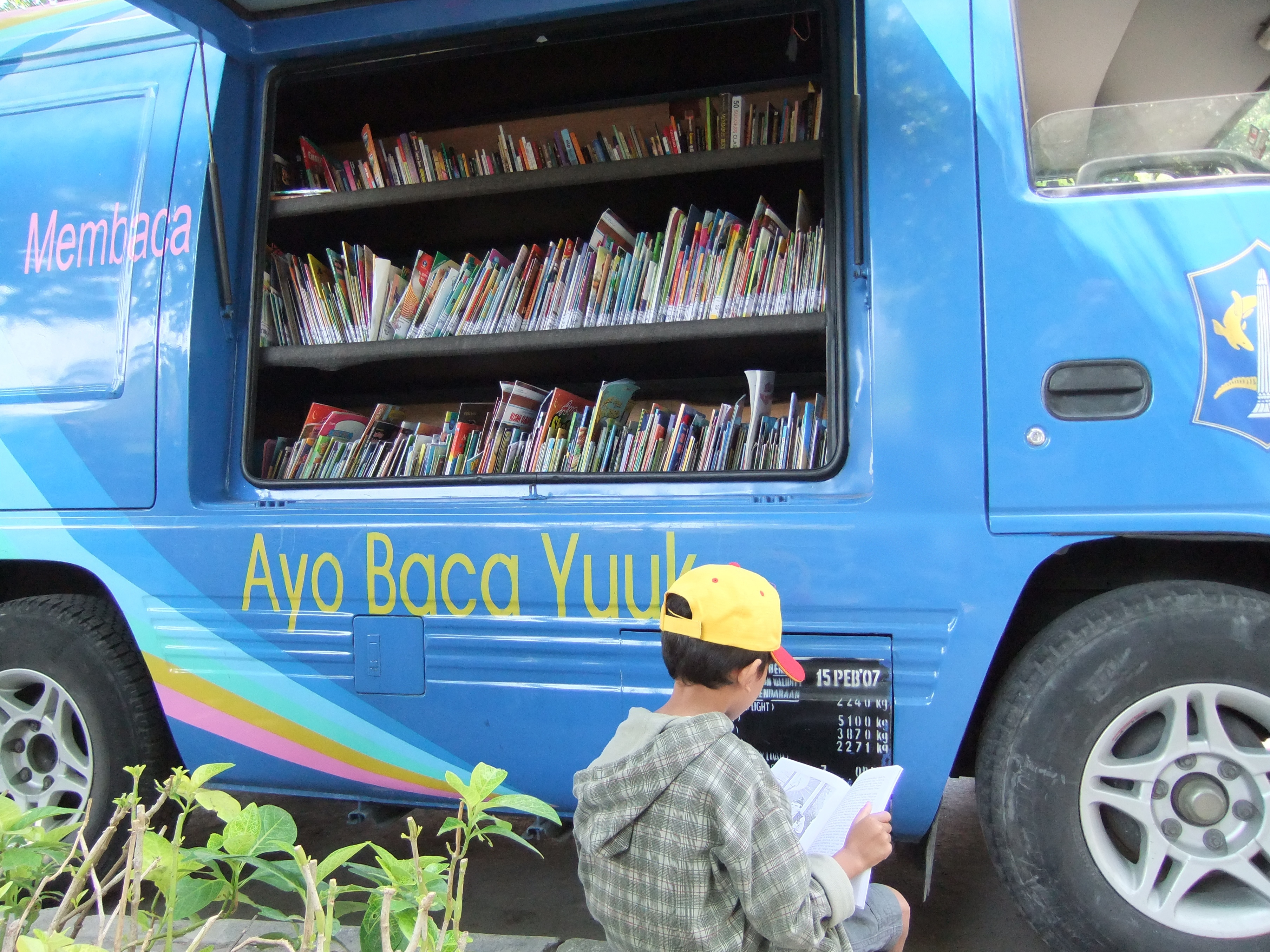